# Guy Touvron
Guy Touvron (Vichy, 15 febbraio 1950 – Saint-Yorre, 9 marzo 2024) è stato un trombettista francese, considerato uno dei migliori allievi di Maurice André.

## Biografia
Guy Touvron nacque a Vichy il 15 febbraio 1950, da genitori non musicisti. Suo nonno, tuttavia, fu un suonatore di cornetta a pistoni per la banda del paese, secondo la grande tradizione francese di questo strumento musicale consolidatasi nella seconda metà del sec. XIX per merito di Jean Baptiste Arban.
Iniziò a dieci anni gli studi musicali con la cornetta ed entrò nel 1967 al Conservatorio Nazionale Superiore di Parigi nella classe di Maurice André; un anno più tardi vinse il Primo Premio per la cornetta, e nel 1969 il Primo Premio in tromba.
Tra il 1971 e il 1975 ottenne diversi premi in importanti Concorsi internazionali, quali Monaco, Praga, e Ginevra. Nel frattempo si esibì con orchestre quali i Solisti Veneti, l'English Chamber Orchestra, e venne invitato ad importanti festival, quali il Festival di Salisburgo (Austria), di Montreux (Svizzera), di Stresa (Italia). Negli anni si esibì in molte sale da concerto, diretto tra i tanti da Yehudi Menuhin, Emmanuel Krivine, Michel Plasson, Claudio Scimone.
A Guy Touvron vennero dedicate oltre 25 opere originali da compositori contemporanei.
Fu docente al Conservatoire national de région a Parigi. Fu insignito in Francia di importanti onorificenze quali Officier dell'Ordre National du Mérite e Chevalier des Arts et Lettres.
Morì a Saint-Yorre il 9 marzo 2024 all'età di 74 anni.